# Akademia Ruchu
Akademia Ruchu – polska eksperymentalna grupa teatralna i artystyczna powstała w Warszawie w 1973 r. 
Zespół ten o eksperymentalnym charakterze jest rodzajem teatru gestu i narracji wizualnej. Realizuje spektakle, organizuje happeningi, prowadzi teatralne warsztaty, działa jako interdyscyplinarne centrum sztuki. Akademia Ruchu należała do pierwszych zespołów w Polsce, który wyszedł na ulice tworząc widowiska w zurbanizowanej przestrzeni miejskiej. Pretekstem do tych akcji teatralnych były zwyczajne działania i proste scenki realizowane wobec przypadkowych widzów. Charakterystyczną cechą spektakli była rezygnacja z literackich dialogów i fabuły oraz brak tradycyjnych postaci posiadających indywidualne cechy. Zamiast tego pojawiały się fragmenty muzyczne, dźwięki, pojedyncze zdania lub tylko słowa oraz bezosobowe postacie.

## Historia
Od początku aż do swojej śmierci w 2014 r. liderem grupy był Wojciech Krukowski. Chociaż do zespołu należało wielu aktorów, to poza Krukowskim stale działali w jego ramach Janusz Bałdyga, Jolanta Krukowska, Cezary Marczak, Zbigniew Olkiewicz, Krzysztof Żwirblis. Debiutem dla Akademii Ruchu był Ogólnopolski Festiwal Teatru Ruchu w Szczecinie, na którym otrzymali nagrodę Grand Prix. Pokazane na tę okazję wystąpienia zostały uznane przez prasę za największe wydarzenie tego festiwalu. Od tego czasu zespół realizował często spektakle i akcje na terenie kraju i za granicą odnosząc coraz większe sukcesy. W 1979 r. Akademia Ruchu przekształciła się w profesjonalny zespół i Ośrodek Teatralny. Wówczas zaczęły się mnożyć inicjatywy członków grupy. Realizowano warsztaty artystyczne w Polsce i za granicą, m.in. Paryżu, Londynie, Avignonie, Brukseli i Mediolanie oraz międzynarodowe seminaria poświęcone różnym aspektom sztuki wizualnej. Akademia Ruchu poświęciła się także organizacji wydarzeń. Dzięki niej w Polsce gościły m.in. The Living Theater i Odin Teatret, czy Piccolo Teatro d Pontedera. Ponadto organizowała wystawy i pokazy filmów w ramach Kina Akademii Ruchu. W latach 1979–1981 grupa tworzyła program Centrum Kultury na Grochowie, w latach 1989-1994 jej ośrodkiem było żoliborskie kino Tęcza, z którego zespół musiał się wynieść z powodu nieprzychylnej postawy władz dzielnicy. Podsumowaniem dokonań Akademii Ruchu z lat 80. i początku 90. był przegląd prac zespołu zorganizowany w ramach festiwalu Rozdroże w 1994 r. Akademia Ruchu zaprezentowała wówczas Życie codzienne po Wielkiej Rewolucji francuskiej. Dwa, Polskie głosy oraz Esej, który stanowił opowieść o działalności zespołu z ostatnich 12 lat.